# Ferdinand Schörner
Ferdinand Schörner (n. 12 iunie 1892, München, Imperiul German – d. 2 iulie 1973, München, RFG) a fost un comandant militar german care deținea rangul de Generalfeldmarschall în cadrul Wehrmacht-ului Germaniei naziste în timpul celui de-al doilea război mondial. A comandat mai multe grupuri de armate și a fost ultimul comandant al Wehrmacht-ului german.
Schörner era în mod obișnuit reprezentat în literatura istorică ca un simplu adept al disciplinei și servil ordinelor defensive ale lui Adolf Hitler, după ce Germania a pierdut inițiativa în a doua jumătate a celui de-al Doilea Război Mondial în 1942/43. Însă cercetări mai recente ale istoricului american Howard Davis Grier și ale istoricului german Karl-Heinz Frieser îl descriu pe Schörner ca pe un comandant talentat, cu abilități organizaționale „uimitoare” în conducerea unui grup de armată de 500.000 de oameni în timpul luptei de la sfârșitul anului 1944 de pe Frontul de Est. A fost dur atât cu superiorii, cât și cu subordonații și a efectuat operațiuni din inițiativă proprie împotriva ordinelor lui Hitler atunci când a considerat necesar, cum ar fi evacuarea Peninsulei Sõrve.
Schörner a fost un nazist dedicat și a devenit bine cunoscut pentru ferocitatea sa. Până la sfârșitul celui de-al Doilea Război Mondial, el era comandantul favorit al lui Hitler. După război, a fost condamnat pentru crime de război de către instanțele din Uniunea Sovietică și din Germania de Vest și a fost închis în Uniunea Sovietică, Germania de Est și Germania de Vest. La moartea sa, în 1973, a fost ultimul mareșal german în viață.

## Galerie

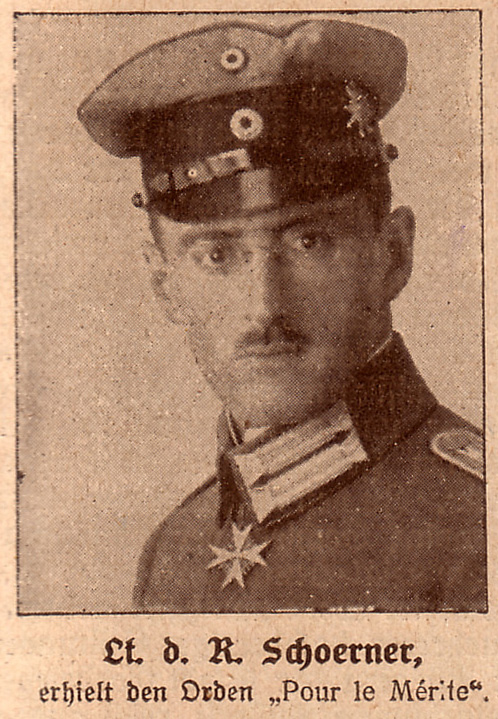
Locotenentul Schörner cu medalia Pour le Mérite
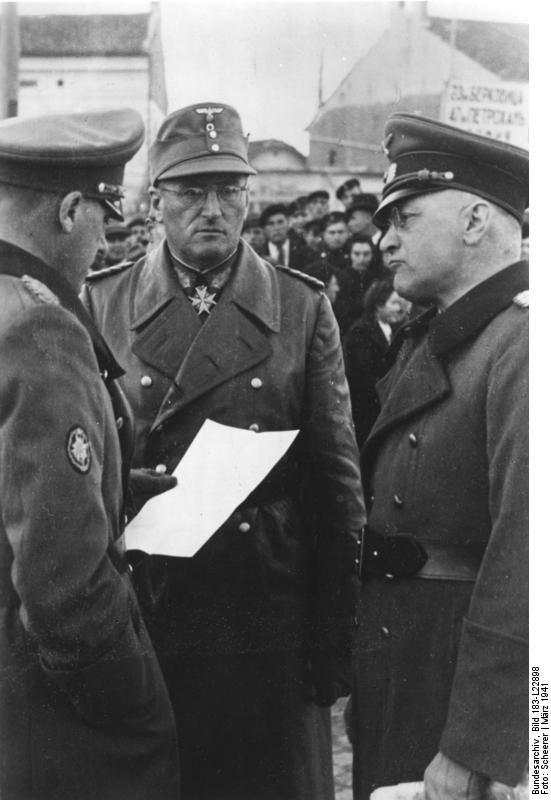
Schörner (centru) în Bulgaria, 1941